# Conus aequiquadratus
Espèce
Conus aequiquadratus est une espèce de mollusques gastéropodes marins de la famille des Conidae.
Comme toutes les espèces du genre Conus, ces escargots sont prédateurs et venimeux. Ils sont capables de « piquer » les humains et doivent donc être manipulés avec précaution, voire pas du tout.

## Description
La longueur de la coquille atteint 44,2 mm.

## Distribution
Cette espèce marine d'escargot conique est présente au large de Madagascar.

## Taxonomie

### Publication originale
L'espèce Conus aequiquadratus a été décrite pour la première fois en 2018 par les malacologistes Éric Monnier (d), Manuel Jimenez Tenorio (d), Philippe Bouchet et Nicolas Puillandre (d) dans « Xenophora Taxonomy »,.

### Synonymes
- Conus (Turriconus) aequiquadratus Monnier, Tenorio, Bouchet & Puillandre, 2018 · appellation alternative
- Turriconus (Turriconus) aequiquadratus (Monnier, Tenorio, Bouchet & Puillandre, 2018) · non accepté
- Turriconus aequiquadratus (Monnier, Tenorio, Bouchet & Puillandre, 2018) · non accepté